# Wannawegha
Wannawegha (=broken arrow), nekadašnja banda Miniconjou Sijuksa koji su možda identični bandi Wanneewackataonelar koju spominju Lewis & Clark (1806) kao Wan-nee-wack-a-ta-o-ne-lar. Dorsey ih 1897. naziva Wannawega i Wan-nawexa. Hodge u svom Priručniku, navodi da su Broken Arrows i Cazazhita možda isto što i Wannawegha